# فینلی (داکوتای شمالی)
فینلی(به انگلیسی: Finley) شهری در ایالت داکوتای شمالی کشور ایالات متحده آمریکا است که جمعیت آن در سرشماری سال ۲۰۱۰ میلادی، ۴۴۵ نفر بوده‌است.